# 费奥多尔·吕嫩
费奥多尔·吕嫩（Feodor Felix Konrad Lynen，1911年4月6日—1979年8月6日）生卒於慕尼黑，德国生物化学家，1964年诺贝尔生理学或医学奖得主。